# Gornji Orahovac (Bośnia i Hercegowina)
Gornji Orahovac (cyr. Горњи Ораховац) – wieś w Bośni i Hercegowinie, w Republice Serbskiej, w mieście Trebinje. W 2013 roku liczyła 20 mieszkańców.